# Pagode des Pekinger Tianning-Tempels

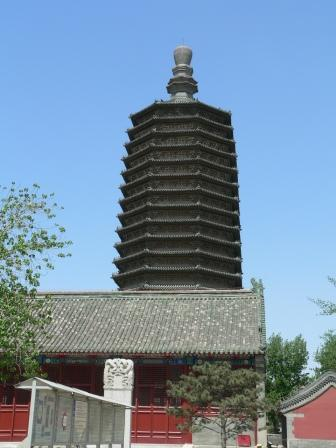
Pagode des Pekinger Tianning-Tempels

Die Pagode des Pekinger Tianning-Tempels (chinesisch 北京天宁寺塔,  Běijīng Tiānníngsì tǎ) ist eine achteckige Ziegelpagode auf einer quadratischen Plattform. Sie befindet sich an der Binhe Road, Guang'anmenwai, in Pekings Stadtbezirk Xicheng.
Die 13-stufige Pagode wurde zwischen 1100 und 1120 während der Liao-Dynastie erbaut und ist damit eines der ältesten hohen Gebäude Pekings. Sie hat eine Höhe von 57,8 m und ist im Miyan-Stil gehalten. Seit 1988 steht die Pagode auf der Liste der Denkmäler der Volksrepublik China (3-150).